# Valerij Nikolaevič Karpov
Valerij Nikolaevič Karpov (in russo Вале́рий Никола́евич Ка́рпов?; Buinsk, 10 febbraio 1939 – Kazan', 28 aprile 1998) è stato un compositore di scacchi russo (sovietico fino al 1991).

## Biografia
Ha composto circa 380 problemi di tutti i generi, ottenendo numerosi riconoscimenti in concorsi internazionali, tra cui 30 primi premi.
Tre volte campione dell'URSS in composizione scacchistica nella squadra russa.
Nel 1990, quando il titolo fu istituito, la WFCC gli attribuì il titolo di Maestro della composizione.
Due suoi problemi:
|   | a | b | c | d | e | f | g | h |   |
| 8 | b8 alfiere del nero · e7 cavallo del bianco · f7 re del bianco · g7 pedone del bianco · g6 pedone del bianco · h6 torre del nero · d5 pedone del bianco · g5 pedone del bianco · h5 donna del bianco · d4 alfiere del bianco · e4 pedone del nero · f4 re del nero · h4 donna del nero · c3 cavallo del nero · f3 pedone del bianco · f2 pedone del bianco · g1 cavallo del bianco | b8 alfiere del nero · e7 cavallo del bianco · f7 re del bianco · g7 pedone del bianco · g6 pedone del bianco · h6 torre del nero · d5 pedone del bianco · g5 pedone del bianco · h5 donna del bianco · d4 alfiere del bianco · e4 pedone del nero · f4 re del nero · h4 donna del nero · c3 cavallo del nero · f3 pedone del bianco · f2 pedone del bianco · g1 cavallo del bianco | b8 alfiere del nero · e7 cavallo del bianco · f7 re del bianco · g7 pedone del bianco · g6 pedone del bianco · h6 torre del nero · d5 pedone del bianco · g5 pedone del bianco · h5 donna del bianco · d4 alfiere del bianco · e4 pedone del nero · f4 re del nero · h4 donna del nero · c3 cavallo del nero · f3 pedone del bianco · f2 pedone del bianco · g1 cavallo del bianco | b8 alfiere del nero · e7 cavallo del bianco · f7 re del bianco · g7 pedone del bianco · g6 pedone del bianco · h6 torre del nero · d5 pedone del bianco · g5 pedone del bianco · h5 donna del bianco · d4 alfiere del bianco · e4 pedone del nero · f4 re del nero · h4 donna del nero · c3 cavallo del nero · f3 pedone del bianco · f2 pedone del bianco · g1 cavallo del bianco | b8 alfiere del nero · e7 cavallo del bianco · f7 re del bianco · g7 pedone del bianco · g6 pedone del bianco · h6 torre del nero · d5 pedone del bianco · g5 pedone del bianco · h5 donna del bianco · d4 alfiere del bianco · e4 pedone del nero · f4 re del nero · h4 donna del nero · c3 cavallo del nero · f3 pedone del bianco · f2 pedone del bianco · g1 cavallo del bianco | b8 alfiere del nero · e7 cavallo del bianco · f7 re del bianco · g7 pedone del bianco · g6 pedone del bianco · h6 torre del nero · d5 pedone del bianco · g5 pedone del bianco · h5 donna del bianco · d4 alfiere del bianco · e4 pedone del nero · f4 re del nero · h4 donna del nero · c3 cavallo del nero · f3 pedone del bianco · f2 pedone del bianco · g1 cavallo del bianco | b8 alfiere del nero · e7 cavallo del bianco · f7 re del bianco · g7 pedone del bianco · g6 pedone del bianco · h6 torre del nero · d5 pedone del bianco · g5 pedone del bianco · h5 donna del bianco · d4 alfiere del bianco · e4 pedone del nero · f4 re del nero · h4 donna del nero · c3 cavallo del nero · f3 pedone del bianco · f2 pedone del bianco · g1 cavallo del bianco | b8 alfiere del nero · e7 cavallo del bianco · f7 re del bianco · g7 pedone del bianco · g6 pedone del bianco · h6 torre del nero · d5 pedone del bianco · g5 pedone del bianco · h5 donna del bianco · d4 alfiere del bianco · e4 pedone del nero · f4 re del nero · h4 donna del nero · c3 cavallo del nero · f3 pedone del bianco · f2 pedone del bianco · g1 cavallo del bianco | 8 |
| 7 | b8 alfiere del nero · e7 cavallo del bianco · f7 re del bianco · g7 pedone del bianco · g6 pedone del bianco · h6 torre del nero · d5 pedone del bianco · g5 pedone del bianco · h5 donna del bianco · d4 alfiere del bianco · e4 pedone del nero · f4 re del nero · h4 donna del nero · c3 cavallo del nero · f3 pedone del bianco · f2 pedone del bianco · g1 cavallo del bianco | b8 alfiere del nero · e7 cavallo del bianco · f7 re del bianco · g7 pedone del bianco · g6 pedone del bianco · h6 torre del nero · d5 pedone del bianco · g5 pedone del bianco · h5 donna del bianco · d4 alfiere del bianco · e4 pedone del nero · f4 re del nero · h4 donna del nero · c3 cavallo del nero · f3 pedone del bianco · f2 pedone del bianco · g1 cavallo del bianco | b8 alfiere del nero · e7 cavallo del bianco · f7 re del bianco · g7 pedone del bianco · g6 pedone del bianco · h6 torre del nero · d5 pedone del bianco · g5 pedone del bianco · h5 donna del bianco · d4 alfiere del bianco · e4 pedone del nero · f4 re del nero · h4 donna del nero · c3 cavallo del nero · f3 pedone del bianco · f2 pedone del bianco · g1 cavallo del bianco | b8 alfiere del nero · e7 cavallo del bianco · f7 re del bianco · g7 pedone del bianco · g6 pedone del bianco · h6 torre del nero · d5 pedone del bianco · g5 pedone del bianco · h5 donna del bianco · d4 alfiere del bianco · e4 pedone del nero · f4 re del nero · h4 donna del nero · c3 cavallo del nero · f3 pedone del bianco · f2 pedone del bianco · g1 cavallo del bianco | b8 alfiere del nero · e7 cavallo del bianco · f7 re del bianco · g7 pedone del bianco · g6 pedone del bianco · h6 torre del nero · d5 pedone del bianco · g5 pedone del bianco · h5 donna del bianco · d4 alfiere del bianco · e4 pedone del nero · f4 re del nero · h4 donna del nero · c3 cavallo del nero · f3 pedone del bianco · f2 pedone del bianco · g1 cavallo del bianco | b8 alfiere del nero · e7 cavallo del bianco · f7 re del bianco · g7 pedone del bianco · g6 pedone del bianco · h6 torre del nero · d5 pedone del bianco · g5 pedone del bianco · h5 donna del bianco · d4 alfiere del bianco · e4 pedone del nero · f4 re del nero · h4 donna del nero · c3 cavallo del nero · f3 pedone del bianco · f2 pedone del bianco · g1 cavallo del bianco | b8 alfiere del nero · e7 cavallo del bianco · f7 re del bianco · g7 pedone del bianco · g6 pedone del bianco · h6 torre del nero · d5 pedone del bianco · g5 pedone del bianco · h5 donna del bianco · d4 alfiere del bianco · e4 pedone del nero · f4 re del nero · h4 donna del nero · c3 cavallo del nero · f3 pedone del bianco · f2 pedone del bianco · g1 cavallo del bianco | b8 alfiere del nero · e7 cavallo del bianco · f7 re del bianco · g7 pedone del bianco · g6 pedone del bianco · h6 torre del nero · d5 pedone del bianco · g5 pedone del bianco · h5 donna del bianco · d4 alfiere del bianco · e4 pedone del nero · f4 re del nero · h4 donna del nero · c3 cavallo del nero · f3 pedone del bianco · f2 pedone del bianco · g1 cavallo del bianco | 7 |
| 6 | b8 alfiere del nero · e7 cavallo del bianco · f7 re del bianco · g7 pedone del bianco · g6 pedone del bianco · h6 torre del nero · d5 pedone del bianco · g5 pedone del bianco · h5 donna del bianco · d4 alfiere del bianco · e4 pedone del nero · f4 re del nero · h4 donna del nero · c3 cavallo del nero · f3 pedone del bianco · f2 pedone del bianco · g1 cavallo del bianco | b8 alfiere del nero · e7 cavallo del bianco · f7 re del bianco · g7 pedone del bianco · g6 pedone del bianco · h6 torre del nero · d5 pedone del bianco · g5 pedone del bianco · h5 donna del bianco · d4 alfiere del bianco · e4 pedone del nero · f4 re del nero · h4 donna del nero · c3 cavallo del nero · f3 pedone del bianco · f2 pedone del bianco · g1 cavallo del bianco | b8 alfiere del nero · e7 cavallo del bianco · f7 re del bianco · g7 pedone del bianco · g6 pedone del bianco · h6 torre del nero · d5 pedone del bianco · g5 pedone del bianco · h5 donna del bianco · d4 alfiere del bianco · e4 pedone del nero · f4 re del nero · h4 donna del nero · c3 cavallo del nero · f3 pedone del bianco · f2 pedone del bianco · g1 cavallo del bianco | b8 alfiere del nero · e7 cavallo del bianco · f7 re del bianco · g7 pedone del bianco · g6 pedone del bianco · h6 torre del nero · d5 pedone del bianco · g5 pedone del bianco · h5 donna del bianco · d4 alfiere del bianco · e4 pedone del nero · f4 re del nero · h4 donna del nero · c3 cavallo del nero · f3 pedone del bianco · f2 pedone del bianco · g1 cavallo del bianco | b8 alfiere del nero · e7 cavallo del bianco · f7 re del bianco · g7 pedone del bianco · g6 pedone del bianco · h6 torre del nero · d5 pedone del bianco · g5 pedone del bianco · h5 donna del bianco · d4 alfiere del bianco · e4 pedone del nero · f4 re del nero · h4 donna del nero · c3 cavallo del nero · f3 pedone del bianco · f2 pedone del bianco · g1 cavallo del bianco | b8 alfiere del nero · e7 cavallo del bianco · f7 re del bianco · g7 pedone del bianco · g6 pedone del bianco · h6 torre del nero · d5 pedone del bianco · g5 pedone del bianco · h5 donna del bianco · d4 alfiere del bianco · e4 pedone del nero · f4 re del nero · h4 donna del nero · c3 cavallo del nero · f3 pedone del bianco · f2 pedone del bianco · g1 cavallo del bianco | b8 alfiere del nero · e7 cavallo del bianco · f7 re del bianco · g7 pedone del bianco · g6 pedone del bianco · h6 torre del nero · d5 pedone del bianco · g5 pedone del bianco · h5 donna del bianco · d4 alfiere del bianco · e4 pedone del nero · f4 re del nero · h4 donna del nero · c3 cavallo del nero · f3 pedone del bianco · f2 pedone del bianco · g1 cavallo del bianco | b8 alfiere del nero · e7 cavallo del bianco · f7 re del bianco · g7 pedone del bianco · g6 pedone del bianco · h6 torre del nero · d5 pedone del bianco · g5 pedone del bianco · h5 donna del bianco · d4 alfiere del bianco · e4 pedone del nero · f4 re del nero · h4 donna del nero · c3 cavallo del nero · f3 pedone del bianco · f2 pedone del bianco · g1 cavallo del bianco | 6 |
| 5 | b8 alfiere del nero · e7 cavallo del bianco · f7 re del bianco · g7 pedone del bianco · g6 pedone del bianco · h6 torre del nero · d5 pedone del bianco · g5 pedone del bianco · h5 donna del bianco · d4 alfiere del bianco · e4 pedone del nero · f4 re del nero · h4 donna del nero · c3 cavallo del nero · f3 pedone del bianco · f2 pedone del bianco · g1 cavallo del bianco | b8 alfiere del nero · e7 cavallo del bianco · f7 re del bianco · g7 pedone del bianco · g6 pedone del bianco · h6 torre del nero · d5 pedone del bianco · g5 pedone del bianco · h5 donna del bianco · d4 alfiere del bianco · e4 pedone del nero · f4 re del nero · h4 donna del nero · c3 cavallo del nero · f3 pedone del bianco · f2 pedone del bianco · g1 cavallo del bianco | b8 alfiere del nero · e7 cavallo del bianco · f7 re del bianco · g7 pedone del bianco · g6 pedone del bianco · h6 torre del nero · d5 pedone del bianco · g5 pedone del bianco · h5 donna del bianco · d4 alfiere del bianco · e4 pedone del nero · f4 re del nero · h4 donna del nero · c3 cavallo del nero · f3 pedone del bianco · f2 pedone del bianco · g1 cavallo del bianco | b8 alfiere del nero · e7 cavallo del bianco · f7 re del bianco · g7 pedone del bianco · g6 pedone del bianco · h6 torre del nero · d5 pedone del bianco · g5 pedone del bianco · h5 donna del bianco · d4 alfiere del bianco · e4 pedone del nero · f4 re del nero · h4 donna del nero · c3 cavallo del nero · f3 pedone del bianco · f2 pedone del bianco · g1 cavallo del bianco | b8 alfiere del nero · e7 cavallo del bianco · f7 re del bianco · g7 pedone del bianco · g6 pedone del bianco · h6 torre del nero · d5 pedone del bianco · g5 pedone del bianco · h5 donna del bianco · d4 alfiere del bianco · e4 pedone del nero · f4 re del nero · h4 donna del nero · c3 cavallo del nero · f3 pedone del bianco · f2 pedone del bianco · g1 cavallo del bianco | b8 alfiere del nero · e7 cavallo del bianco · f7 re del bianco · g7 pedone del bianco · g6 pedone del bianco · h6 torre del nero · d5 pedone del bianco · g5 pedone del bianco · h5 donna del bianco · d4 alfiere del bianco · e4 pedone del nero · f4 re del nero · h4 donna del nero · c3 cavallo del nero · f3 pedone del bianco · f2 pedone del bianco · g1 cavallo del bianco | b8 alfiere del nero · e7 cavallo del bianco · f7 re del bianco · g7 pedone del bianco · g6 pedone del bianco · h6 torre del nero · d5 pedone del bianco · g5 pedone del bianco · h5 donna del bianco · d4 alfiere del bianco · e4 pedone del nero · f4 re del nero · h4 donna del nero · c3 cavallo del nero · f3 pedone del bianco · f2 pedone del bianco · g1 cavallo del bianco | b8 alfiere del nero · e7 cavallo del bianco · f7 re del bianco · g7 pedone del bianco · g6 pedone del bianco · h6 torre del nero · d5 pedone del bianco · g5 pedone del bianco · h5 donna del bianco · d4 alfiere del bianco · e4 pedone del nero · f4 re del nero · h4 donna del nero · c3 cavallo del nero · f3 pedone del bianco · f2 pedone del bianco · g1 cavallo del bianco | 5 |
| 4 | b8 alfiere del nero · e7 cavallo del bianco · f7 re del bianco · g7 pedone del bianco · g6 pedone del bianco · h6 torre del nero · d5 pedone del bianco · g5 pedone del bianco · h5 donna del bianco · d4 alfiere del bianco · e4 pedone del nero · f4 re del nero · h4 donna del nero · c3 cavallo del nero · f3 pedone del bianco · f2 pedone del bianco · g1 cavallo del bianco | b8 alfiere del nero · e7 cavallo del bianco · f7 re del bianco · g7 pedone del bianco · g6 pedone del bianco · h6 torre del nero · d5 pedone del bianco · g5 pedone del bianco · h5 donna del bianco · d4 alfiere del bianco · e4 pedone del nero · f4 re del nero · h4 donna del nero · c3 cavallo del nero · f3 pedone del bianco · f2 pedone del bianco · g1 cavallo del bianco | b8 alfiere del nero · e7 cavallo del bianco · f7 re del bianco · g7 pedone del bianco · g6 pedone del bianco · h6 torre del nero · d5 pedone del bianco · g5 pedone del bianco · h5 donna del bianco · d4 alfiere del bianco · e4 pedone del nero · f4 re del nero · h4 donna del nero · c3 cavallo del nero · f3 pedone del bianco · f2 pedone del bianco · g1 cavallo del bianco | b8 alfiere del nero · e7 cavallo del bianco · f7 re del bianco · g7 pedone del bianco · g6 pedone del bianco · h6 torre del nero · d5 pedone del bianco · g5 pedone del bianco · h5 donna del bianco · d4 alfiere del bianco · e4 pedone del nero · f4 re del nero · h4 donna del nero · c3 cavallo del nero · f3 pedone del bianco · f2 pedone del bianco · g1 cavallo del bianco | b8 alfiere del nero · e7 cavallo del bianco · f7 re del bianco · g7 pedone del bianco · g6 pedone del bianco · h6 torre del nero · d5 pedone del bianco · g5 pedone del bianco · h5 donna del bianco · d4 alfiere del bianco · e4 pedone del nero · f4 re del nero · h4 donna del nero · c3 cavallo del nero · f3 pedone del bianco · f2 pedone del bianco · g1 cavallo del bianco | b8 alfiere del nero · e7 cavallo del bianco · f7 re del bianco · g7 pedone del bianco · g6 pedone del bianco · h6 torre del nero · d5 pedone del bianco · g5 pedone del bianco · h5 donna del bianco · d4 alfiere del bianco · e4 pedone del nero · f4 re del nero · h4 donna del nero · c3 cavallo del nero · f3 pedone del bianco · f2 pedone del bianco · g1 cavallo del bianco | b8 alfiere del nero · e7 cavallo del bianco · f7 re del bianco · g7 pedone del bianco · g6 pedone del bianco · h6 torre del nero · d5 pedone del bianco · g5 pedone del bianco · h5 donna del bianco · d4 alfiere del bianco · e4 pedone del nero · f4 re del nero · h4 donna del nero · c3 cavallo del nero · f3 pedone del bianco · f2 pedone del bianco · g1 cavallo del bianco | b8 alfiere del nero · e7 cavallo del bianco · f7 re del bianco · g7 pedone del bianco · g6 pedone del bianco · h6 torre del nero · d5 pedone del bianco · g5 pedone del bianco · h5 donna del bianco · d4 alfiere del bianco · e4 pedone del nero · f4 re del nero · h4 donna del nero · c3 cavallo del nero · f3 pedone del bianco · f2 pedone del bianco · g1 cavallo del bianco | 4 |
| 3 | b8 alfiere del nero · e7 cavallo del bianco · f7 re del bianco · g7 pedone del bianco · g6 pedone del bianco · h6 torre del nero · d5 pedone del bianco · g5 pedone del bianco · h5 donna del bianco · d4 alfiere del bianco · e4 pedone del nero · f4 re del nero · h4 donna del nero · c3 cavallo del nero · f3 pedone del bianco · f2 pedone del bianco · g1 cavallo del bianco | b8 alfiere del nero · e7 cavallo del bianco · f7 re del bianco · g7 pedone del bianco · g6 pedone del bianco · h6 torre del nero · d5 pedone del bianco · g5 pedone del bianco · h5 donna del bianco · d4 alfiere del bianco · e4 pedone del nero · f4 re del nero · h4 donna del nero · c3 cavallo del nero · f3 pedone del bianco · f2 pedone del bianco · g1 cavallo del bianco | b8 alfiere del nero · e7 cavallo del bianco · f7 re del bianco · g7 pedone del bianco · g6 pedone del bianco · h6 torre del nero · d5 pedone del bianco · g5 pedone del bianco · h5 donna del bianco · d4 alfiere del bianco · e4 pedone del nero · f4 re del nero · h4 donna del nero · c3 cavallo del nero · f3 pedone del bianco · f2 pedone del bianco · g1 cavallo del bianco | b8 alfiere del nero · e7 cavallo del bianco · f7 re del bianco · g7 pedone del bianco · g6 pedone del bianco · h6 torre del nero · d5 pedone del bianco · g5 pedone del bianco · h5 donna del bianco · d4 alfiere del bianco · e4 pedone del nero · f4 re del nero · h4 donna del nero · c3 cavallo del nero · f3 pedone del bianco · f2 pedone del bianco · g1 cavallo del bianco | b8 alfiere del nero · e7 cavallo del bianco · f7 re del bianco · g7 pedone del bianco · g6 pedone del bianco · h6 torre del nero · d5 pedone del bianco · g5 pedone del bianco · h5 donna del bianco · d4 alfiere del bianco · e4 pedone del nero · f4 re del nero · h4 donna del nero · c3 cavallo del nero · f3 pedone del bianco · f2 pedone del bianco · g1 cavallo del bianco | b8 alfiere del nero · e7 cavallo del bianco · f7 re del bianco · g7 pedone del bianco · g6 pedone del bianco · h6 torre del nero · d5 pedone del bianco · g5 pedone del bianco · h5 donna del bianco · d4 alfiere del bianco · e4 pedone del nero · f4 re del nero · h4 donna del nero · c3 cavallo del nero · f3 pedone del bianco · f2 pedone del bianco · g1 cavallo del bianco | b8 alfiere del nero · e7 cavallo del bianco · f7 re del bianco · g7 pedone del bianco · g6 pedone del bianco · h6 torre del nero · d5 pedone del bianco · g5 pedone del bianco · h5 donna del bianco · d4 alfiere del bianco · e4 pedone del nero · f4 re del nero · h4 donna del nero · c3 cavallo del nero · f3 pedone del bianco · f2 pedone del bianco · g1 cavallo del bianco | b8 alfiere del nero · e7 cavallo del bianco · f7 re del bianco · g7 pedone del bianco · g6 pedone del bianco · h6 torre del nero · d5 pedone del bianco · g5 pedone del bianco · h5 donna del bianco · d4 alfiere del bianco · e4 pedone del nero · f4 re del nero · h4 donna del nero · c3 cavallo del nero · f3 pedone del bianco · f2 pedone del bianco · g1 cavallo del bianco | 3 |
| 2 | b8 alfiere del nero · e7 cavallo del bianco · f7 re del bianco · g7 pedone del bianco · g6 pedone del bianco · h6 torre del nero · d5 pedone del bianco · g5 pedone del bianco · h5 donna del bianco · d4 alfiere del bianco · e4 pedone del nero · f4 re del nero · h4 donna del nero · c3 cavallo del nero · f3 pedone del bianco · f2 pedone del bianco · g1 cavallo del bianco | b8 alfiere del nero · e7 cavallo del bianco · f7 re del bianco · g7 pedone del bianco · g6 pedone del bianco · h6 torre del nero · d5 pedone del bianco · g5 pedone del bianco · h5 donna del bianco · d4 alfiere del bianco · e4 pedone del nero · f4 re del nero · h4 donna del nero · c3 cavallo del nero · f3 pedone del bianco · f2 pedone del bianco · g1 cavallo del bianco | b8 alfiere del nero · e7 cavallo del bianco · f7 re del bianco · g7 pedone del bianco · g6 pedone del bianco · h6 torre del nero · d5 pedone del bianco · g5 pedone del bianco · h5 donna del bianco · d4 alfiere del bianco · e4 pedone del nero · f4 re del nero · h4 donna del nero · c3 cavallo del nero · f3 pedone del bianco · f2 pedone del bianco · g1 cavallo del bianco | b8 alfiere del nero · e7 cavallo del bianco · f7 re del bianco · g7 pedone del bianco · g6 pedone del bianco · h6 torre del nero · d5 pedone del bianco · g5 pedone del bianco · h5 donna del bianco · d4 alfiere del bianco · e4 pedone del nero · f4 re del nero · h4 donna del nero · c3 cavallo del nero · f3 pedone del bianco · f2 pedone del bianco · g1 cavallo del bianco | b8 alfiere del nero · e7 cavallo del bianco · f7 re del bianco · g7 pedone del bianco · g6 pedone del bianco · h6 torre del nero · d5 pedone del bianco · g5 pedone del bianco · h5 donna del bianco · d4 alfiere del bianco · e4 pedone del nero · f4 re del nero · h4 donna del nero · c3 cavallo del nero · f3 pedone del bianco · f2 pedone del bianco · g1 cavallo del bianco | b8 alfiere del nero · e7 cavallo del bianco · f7 re del bianco · g7 pedone del bianco · g6 pedone del bianco · h6 torre del nero · d5 pedone del bianco · g5 pedone del bianco · h5 donna del bianco · d4 alfiere del bianco · e4 pedone del nero · f4 re del nero · h4 donna del nero · c3 cavallo del nero · f3 pedone del bianco · f2 pedone del bianco · g1 cavallo del bianco | b8 alfiere del nero · e7 cavallo del bianco · f7 re del bianco · g7 pedone del bianco · g6 pedone del bianco · h6 torre del nero · d5 pedone del bianco · g5 pedone del bianco · h5 donna del bianco · d4 alfiere del bianco · e4 pedone del nero · f4 re del nero · h4 donna del nero · c3 cavallo del nero · f3 pedone del bianco · f2 pedone del bianco · g1 cavallo del bianco | b8 alfiere del nero · e7 cavallo del bianco · f7 re del bianco · g7 pedone del bianco · g6 pedone del bianco · h6 torre del nero · d5 pedone del bianco · g5 pedone del bianco · h5 donna del bianco · d4 alfiere del bianco · e4 pedone del nero · f4 re del nero · h4 donna del nero · c3 cavallo del nero · f3 pedone del bianco · f2 pedone del bianco · g1 cavallo del bianco | 2 |
| 1 | b8 alfiere del nero · e7 cavallo del bianco · f7 re del bianco · g7 pedone del bianco · g6 pedone del bianco · h6 torre del nero · d5 pedone del bianco · g5 pedone del bianco · h5 donna del bianco · d4 alfiere del bianco · e4 pedone del nero · f4 re del nero · h4 donna del nero · c3 cavallo del nero · f3 pedone del bianco · f2 pedone del bianco · g1 cavallo del bianco | b8 alfiere del nero · e7 cavallo del bianco · f7 re del bianco · g7 pedone del bianco · g6 pedone del bianco · h6 torre del nero · d5 pedone del bianco · g5 pedone del bianco · h5 donna del bianco · d4 alfiere del bianco · e4 pedone del nero · f4 re del nero · h4 donna del nero · c3 cavallo del nero · f3 pedone del bianco · f2 pedone del bianco · g1 cavallo del bianco | b8 alfiere del nero · e7 cavallo del bianco · f7 re del bianco · g7 pedone del bianco · g6 pedone del bianco · h6 torre del nero · d5 pedone del bianco · g5 pedone del bianco · h5 donna del bianco · d4 alfiere del bianco · e4 pedone del nero · f4 re del nero · h4 donna del nero · c3 cavallo del nero · f3 pedone del bianco · f2 pedone del bianco · g1 cavallo del bianco | b8 alfiere del nero · e7 cavallo del bianco · f7 re del bianco · g7 pedone del bianco · g6 pedone del bianco · h6 torre del nero · d5 pedone del bianco · g5 pedone del bianco · h5 donna del bianco · d4 alfiere del bianco · e4 pedone del nero · f4 re del nero · h4 donna del nero · c3 cavallo del nero · f3 pedone del bianco · f2 pedone del bianco · g1 cavallo del bianco | b8 alfiere del nero · e7 cavallo del bianco · f7 re del bianco · g7 pedone del bianco · g6 pedone del bianco · h6 torre del nero · d5 pedone del bianco · g5 pedone del bianco · h5 donna del bianco · d4 alfiere del bianco · e4 pedone del nero · f4 re del nero · h4 donna del nero · c3 cavallo del nero · f3 pedone del bianco · f2 pedone del bianco · g1 cavallo del bianco | b8 alfiere del nero · e7 cavallo del bianco · f7 re del bianco · g7 pedone del bianco · g6 pedone del bianco · h6 torre del nero · d5 pedone del bianco · g5 pedone del bianco · h5 donna del bianco · d4 alfiere del bianco · e4 pedone del nero · f4 re del nero · h4 donna del nero · c3 cavallo del nero · f3 pedone del bianco · f2 pedone del bianco · g1 cavallo del bianco | b8 alfiere del nero · e7 cavallo del bianco · f7 re del bianco · g7 pedone del bianco · g6 pedone del bianco · h6 torre del nero · d5 pedone del bianco · g5 pedone del bianco · h5 donna del bianco · d4 alfiere del bianco · e4 pedone del nero · f4 re del nero · h4 donna del nero · c3 cavallo del nero · f3 pedone del bianco · f2 pedone del bianco · g1 cavallo del bianco | b8 alfiere del nero · e7 cavallo del bianco · f7 re del bianco · g7 pedone del bianco · g6 pedone del bianco · h6 torre del nero · d5 pedone del bianco · g5 pedone del bianco · h5 donna del bianco · d4 alfiere del bianco · e4 pedone del nero · f4 re del nero · h4 donna del nero · c3 cavallo del nero · f3 pedone del bianco · f2 pedone del bianco · g1 cavallo del bianco | 1 |
|   | a | b | c | d | e | f | g | h |   |

Soluzione:
Tentativo: 1. Re6? ...exf3!
1. Rf6 !  (min. 2. Ae3#) 

1... Ae5+/Aa7  2. Axe5# 

1... Txg6+  2. Cxg6# 

1... Cd1  2. Ce2# 

1... exf3  2.Dxf3# 

|   | a | b | c | d | e | f | g | h |   |
| 8 | b8 alfiere del nero · e8 torre del nero · b7 pedone del nero · d7 cavallo del nero · f7 torre del bianco · b6 pedone del nero · d6 pedone del bianco · h6 cavallo del nero · b5 re del bianco · d5 pedone del nero · e5 pedone del bianco · f5 pedone del nero · d4 re del nero · e4 cavallo del bianco · d3 cavallo del bianco · g3 pedone del bianco · d2 pedone del bianco · f2 pedone del bianco · f1 alfiere del bianco · h1 donna del bianco | b8 alfiere del nero · e8 torre del nero · b7 pedone del nero · d7 cavallo del nero · f7 torre del bianco · b6 pedone del nero · d6 pedone del bianco · h6 cavallo del nero · b5 re del bianco · d5 pedone del nero · e5 pedone del bianco · f5 pedone del nero · d4 re del nero · e4 cavallo del bianco · d3 cavallo del bianco · g3 pedone del bianco · d2 pedone del bianco · f2 pedone del bianco · f1 alfiere del bianco · h1 donna del bianco | b8 alfiere del nero · e8 torre del nero · b7 pedone del nero · d7 cavallo del nero · f7 torre del bianco · b6 pedone del nero · d6 pedone del bianco · h6 cavallo del nero · b5 re del bianco · d5 pedone del nero · e5 pedone del bianco · f5 pedone del nero · d4 re del nero · e4 cavallo del bianco · d3 cavallo del bianco · g3 pedone del bianco · d2 pedone del bianco · f2 pedone del bianco · f1 alfiere del bianco · h1 donna del bianco | b8 alfiere del nero · e8 torre del nero · b7 pedone del nero · d7 cavallo del nero · f7 torre del bianco · b6 pedone del nero · d6 pedone del bianco · h6 cavallo del nero · b5 re del bianco · d5 pedone del nero · e5 pedone del bianco · f5 pedone del nero · d4 re del nero · e4 cavallo del bianco · d3 cavallo del bianco · g3 pedone del bianco · d2 pedone del bianco · f2 pedone del bianco · f1 alfiere del bianco · h1 donna del bianco | b8 alfiere del nero · e8 torre del nero · b7 pedone del nero · d7 cavallo del nero · f7 torre del bianco · b6 pedone del nero · d6 pedone del bianco · h6 cavallo del nero · b5 re del bianco · d5 pedone del nero · e5 pedone del bianco · f5 pedone del nero · d4 re del nero · e4 cavallo del bianco · d3 cavallo del bianco · g3 pedone del bianco · d2 pedone del bianco · f2 pedone del bianco · f1 alfiere del bianco · h1 donna del bianco | b8 alfiere del nero · e8 torre del nero · b7 pedone del nero · d7 cavallo del nero · f7 torre del bianco · b6 pedone del nero · d6 pedone del bianco · h6 cavallo del nero · b5 re del bianco · d5 pedone del nero · e5 pedone del bianco · f5 pedone del nero · d4 re del nero · e4 cavallo del bianco · d3 cavallo del bianco · g3 pedone del bianco · d2 pedone del bianco · f2 pedone del bianco · f1 alfiere del bianco · h1 donna del bianco | b8 alfiere del nero · e8 torre del nero · b7 pedone del nero · d7 cavallo del nero · f7 torre del bianco · b6 pedone del nero · d6 pedone del bianco · h6 cavallo del nero · b5 re del bianco · d5 pedone del nero · e5 pedone del bianco · f5 pedone del nero · d4 re del nero · e4 cavallo del bianco · d3 cavallo del bianco · g3 pedone del bianco · d2 pedone del bianco · f2 pedone del bianco · f1 alfiere del bianco · h1 donna del bianco | b8 alfiere del nero · e8 torre del nero · b7 pedone del nero · d7 cavallo del nero · f7 torre del bianco · b6 pedone del nero · d6 pedone del bianco · h6 cavallo del nero · b5 re del bianco · d5 pedone del nero · e5 pedone del bianco · f5 pedone del nero · d4 re del nero · e4 cavallo del bianco · d3 cavallo del bianco · g3 pedone del bianco · d2 pedone del bianco · f2 pedone del bianco · f1 alfiere del bianco · h1 donna del bianco | 8 |
| 7 | b8 alfiere del nero · e8 torre del nero · b7 pedone del nero · d7 cavallo del nero · f7 torre del bianco · b6 pedone del nero · d6 pedone del bianco · h6 cavallo del nero · b5 re del bianco · d5 pedone del nero · e5 pedone del bianco · f5 pedone del nero · d4 re del nero · e4 cavallo del bianco · d3 cavallo del bianco · g3 pedone del bianco · d2 pedone del bianco · f2 pedone del bianco · f1 alfiere del bianco · h1 donna del bianco | b8 alfiere del nero · e8 torre del nero · b7 pedone del nero · d7 cavallo del nero · f7 torre del bianco · b6 pedone del nero · d6 pedone del bianco · h6 cavallo del nero · b5 re del bianco · d5 pedone del nero · e5 pedone del bianco · f5 pedone del nero · d4 re del nero · e4 cavallo del bianco · d3 cavallo del bianco · g3 pedone del bianco · d2 pedone del bianco · f2 pedone del bianco · f1 alfiere del bianco · h1 donna del bianco | b8 alfiere del nero · e8 torre del nero · b7 pedone del nero · d7 cavallo del nero · f7 torre del bianco · b6 pedone del nero · d6 pedone del bianco · h6 cavallo del nero · b5 re del bianco · d5 pedone del nero · e5 pedone del bianco · f5 pedone del nero · d4 re del nero · e4 cavallo del bianco · d3 cavallo del bianco · g3 pedone del bianco · d2 pedone del bianco · f2 pedone del bianco · f1 alfiere del bianco · h1 donna del bianco | b8 alfiere del nero · e8 torre del nero · b7 pedone del nero · d7 cavallo del nero · f7 torre del bianco · b6 pedone del nero · d6 pedone del bianco · h6 cavallo del nero · b5 re del bianco · d5 pedone del nero · e5 pedone del bianco · f5 pedone del nero · d4 re del nero · e4 cavallo del bianco · d3 cavallo del bianco · g3 pedone del bianco · d2 pedone del bianco · f2 pedone del bianco · f1 alfiere del bianco · h1 donna del bianco | b8 alfiere del nero · e8 torre del nero · b7 pedone del nero · d7 cavallo del nero · f7 torre del bianco · b6 pedone del nero · d6 pedone del bianco · h6 cavallo del nero · b5 re del bianco · d5 pedone del nero · e5 pedone del bianco · f5 pedone del nero · d4 re del nero · e4 cavallo del bianco · d3 cavallo del bianco · g3 pedone del bianco · d2 pedone del bianco · f2 pedone del bianco · f1 alfiere del bianco · h1 donna del bianco | b8 alfiere del nero · e8 torre del nero · b7 pedone del nero · d7 cavallo del nero · f7 torre del bianco · b6 pedone del nero · d6 pedone del bianco · h6 cavallo del nero · b5 re del bianco · d5 pedone del nero · e5 pedone del bianco · f5 pedone del nero · d4 re del nero · e4 cavallo del bianco · d3 cavallo del bianco · g3 pedone del bianco · d2 pedone del bianco · f2 pedone del bianco · f1 alfiere del bianco · h1 donna del bianco | b8 alfiere del nero · e8 torre del nero · b7 pedone del nero · d7 cavallo del nero · f7 torre del bianco · b6 pedone del nero · d6 pedone del bianco · h6 cavallo del nero · b5 re del bianco · d5 pedone del nero · e5 pedone del bianco · f5 pedone del nero · d4 re del nero · e4 cavallo del bianco · d3 cavallo del bianco · g3 pedone del bianco · d2 pedone del bianco · f2 pedone del bianco · f1 alfiere del bianco · h1 donna del bianco | b8 alfiere del nero · e8 torre del nero · b7 pedone del nero · d7 cavallo del nero · f7 torre del bianco · b6 pedone del nero · d6 pedone del bianco · h6 cavallo del nero · b5 re del bianco · d5 pedone del nero · e5 pedone del bianco · f5 pedone del nero · d4 re del nero · e4 cavallo del bianco · d3 cavallo del bianco · g3 pedone del bianco · d2 pedone del bianco · f2 pedone del bianco · f1 alfiere del bianco · h1 donna del bianco | 7 |
| 6 | b8 alfiere del nero · e8 torre del nero · b7 pedone del nero · d7 cavallo del nero · f7 torre del bianco · b6 pedone del nero · d6 pedone del bianco · h6 cavallo del nero · b5 re del bianco · d5 pedone del nero · e5 pedone del bianco · f5 pedone del nero · d4 re del nero · e4 cavallo del bianco · d3 cavallo del bianco · g3 pedone del bianco · d2 pedone del bianco · f2 pedone del bianco · f1 alfiere del bianco · h1 donna del bianco | b8 alfiere del nero · e8 torre del nero · b7 pedone del nero · d7 cavallo del nero · f7 torre del bianco · b6 pedone del nero · d6 pedone del bianco · h6 cavallo del nero · b5 re del bianco · d5 pedone del nero · e5 pedone del bianco · f5 pedone del nero · d4 re del nero · e4 cavallo del bianco · d3 cavallo del bianco · g3 pedone del bianco · d2 pedone del bianco · f2 pedone del bianco · f1 alfiere del bianco · h1 donna del bianco | b8 alfiere del nero · e8 torre del nero · b7 pedone del nero · d7 cavallo del nero · f7 torre del bianco · b6 pedone del nero · d6 pedone del bianco · h6 cavallo del nero · b5 re del bianco · d5 pedone del nero · e5 pedone del bianco · f5 pedone del nero · d4 re del nero · e4 cavallo del bianco · d3 cavallo del bianco · g3 pedone del bianco · d2 pedone del bianco · f2 pedone del bianco · f1 alfiere del bianco · h1 donna del bianco | b8 alfiere del nero · e8 torre del nero · b7 pedone del nero · d7 cavallo del nero · f7 torre del bianco · b6 pedone del nero · d6 pedone del bianco · h6 cavallo del nero · b5 re del bianco · d5 pedone del nero · e5 pedone del bianco · f5 pedone del nero · d4 re del nero · e4 cavallo del bianco · d3 cavallo del bianco · g3 pedone del bianco · d2 pedone del bianco · f2 pedone del bianco · f1 alfiere del bianco · h1 donna del bianco | b8 alfiere del nero · e8 torre del nero · b7 pedone del nero · d7 cavallo del nero · f7 torre del bianco · b6 pedone del nero · d6 pedone del bianco · h6 cavallo del nero · b5 re del bianco · d5 pedone del nero · e5 pedone del bianco · f5 pedone del nero · d4 re del nero · e4 cavallo del bianco · d3 cavallo del bianco · g3 pedone del bianco · d2 pedone del bianco · f2 pedone del bianco · f1 alfiere del bianco · h1 donna del bianco | b8 alfiere del nero · e8 torre del nero · b7 pedone del nero · d7 cavallo del nero · f7 torre del bianco · b6 pedone del nero · d6 pedone del bianco · h6 cavallo del nero · b5 re del bianco · d5 pedone del nero · e5 pedone del bianco · f5 pedone del nero · d4 re del nero · e4 cavallo del bianco · d3 cavallo del bianco · g3 pedone del bianco · d2 pedone del bianco · f2 pedone del bianco · f1 alfiere del bianco · h1 donna del bianco | b8 alfiere del nero · e8 torre del nero · b7 pedone del nero · d7 cavallo del nero · f7 torre del bianco · b6 pedone del nero · d6 pedone del bianco · h6 cavallo del nero · b5 re del bianco · d5 pedone del nero · e5 pedone del bianco · f5 pedone del nero · d4 re del nero · e4 cavallo del bianco · d3 cavallo del bianco · g3 pedone del bianco · d2 pedone del bianco · f2 pedone del bianco · f1 alfiere del bianco · h1 donna del bianco | b8 alfiere del nero · e8 torre del nero · b7 pedone del nero · d7 cavallo del nero · f7 torre del bianco · b6 pedone del nero · d6 pedone del bianco · h6 cavallo del nero · b5 re del bianco · d5 pedone del nero · e5 pedone del bianco · f5 pedone del nero · d4 re del nero · e4 cavallo del bianco · d3 cavallo del bianco · g3 pedone del bianco · d2 pedone del bianco · f2 pedone del bianco · f1 alfiere del bianco · h1 donna del bianco | 6 |
| 5 | b8 alfiere del nero · e8 torre del nero · b7 pedone del nero · d7 cavallo del nero · f7 torre del bianco · b6 pedone del nero · d6 pedone del bianco · h6 cavallo del nero · b5 re del bianco · d5 pedone del nero · e5 pedone del bianco · f5 pedone del nero · d4 re del nero · e4 cavallo del bianco · d3 cavallo del bianco · g3 pedone del bianco · d2 pedone del bianco · f2 pedone del bianco · f1 alfiere del bianco · h1 donna del bianco | b8 alfiere del nero · e8 torre del nero · b7 pedone del nero · d7 cavallo del nero · f7 torre del bianco · b6 pedone del nero · d6 pedone del bianco · h6 cavallo del nero · b5 re del bianco · d5 pedone del nero · e5 pedone del bianco · f5 pedone del nero · d4 re del nero · e4 cavallo del bianco · d3 cavallo del bianco · g3 pedone del bianco · d2 pedone del bianco · f2 pedone del bianco · f1 alfiere del bianco · h1 donna del bianco | b8 alfiere del nero · e8 torre del nero · b7 pedone del nero · d7 cavallo del nero · f7 torre del bianco · b6 pedone del nero · d6 pedone del bianco · h6 cavallo del nero · b5 re del bianco · d5 pedone del nero · e5 pedone del bianco · f5 pedone del nero · d4 re del nero · e4 cavallo del bianco · d3 cavallo del bianco · g3 pedone del bianco · d2 pedone del bianco · f2 pedone del bianco · f1 alfiere del bianco · h1 donna del bianco | b8 alfiere del nero · e8 torre del nero · b7 pedone del nero · d7 cavallo del nero · f7 torre del bianco · b6 pedone del nero · d6 pedone del bianco · h6 cavallo del nero · b5 re del bianco · d5 pedone del nero · e5 pedone del bianco · f5 pedone del nero · d4 re del nero · e4 cavallo del bianco · d3 cavallo del bianco · g3 pedone del bianco · d2 pedone del bianco · f2 pedone del bianco · f1 alfiere del bianco · h1 donna del bianco | b8 alfiere del nero · e8 torre del nero · b7 pedone del nero · d7 cavallo del nero · f7 torre del bianco · b6 pedone del nero · d6 pedone del bianco · h6 cavallo del nero · b5 re del bianco · d5 pedone del nero · e5 pedone del bianco · f5 pedone del nero · d4 re del nero · e4 cavallo del bianco · d3 cavallo del bianco · g3 pedone del bianco · d2 pedone del bianco · f2 pedone del bianco · f1 alfiere del bianco · h1 donna del bianco | b8 alfiere del nero · e8 torre del nero · b7 pedone del nero · d7 cavallo del nero · f7 torre del bianco · b6 pedone del nero · d6 pedone del bianco · h6 cavallo del nero · b5 re del bianco · d5 pedone del nero · e5 pedone del bianco · f5 pedone del nero · d4 re del nero · e4 cavallo del bianco · d3 cavallo del bianco · g3 pedone del bianco · d2 pedone del bianco · f2 pedone del bianco · f1 alfiere del bianco · h1 donna del bianco | b8 alfiere del nero · e8 torre del nero · b7 pedone del nero · d7 cavallo del nero · f7 torre del bianco · b6 pedone del nero · d6 pedone del bianco · h6 cavallo del nero · b5 re del bianco · d5 pedone del nero · e5 pedone del bianco · f5 pedone del nero · d4 re del nero · e4 cavallo del bianco · d3 cavallo del bianco · g3 pedone del bianco · d2 pedone del bianco · f2 pedone del bianco · f1 alfiere del bianco · h1 donna del bianco | b8 alfiere del nero · e8 torre del nero · b7 pedone del nero · d7 cavallo del nero · f7 torre del bianco · b6 pedone del nero · d6 pedone del bianco · h6 cavallo del nero · b5 re del bianco · d5 pedone del nero · e5 pedone del bianco · f5 pedone del nero · d4 re del nero · e4 cavallo del bianco · d3 cavallo del bianco · g3 pedone del bianco · d2 pedone del bianco · f2 pedone del bianco · f1 alfiere del bianco · h1 donna del bianco | 5 |
| 4 | b8 alfiere del nero · e8 torre del nero · b7 pedone del nero · d7 cavallo del nero · f7 torre del bianco · b6 pedone del nero · d6 pedone del bianco · h6 cavallo del nero · b5 re del bianco · d5 pedone del nero · e5 pedone del bianco · f5 pedone del nero · d4 re del nero · e4 cavallo del bianco · d3 cavallo del bianco · g3 pedone del bianco · d2 pedone del bianco · f2 pedone del bianco · f1 alfiere del bianco · h1 donna del bianco | b8 alfiere del nero · e8 torre del nero · b7 pedone del nero · d7 cavallo del nero · f7 torre del bianco · b6 pedone del nero · d6 pedone del bianco · h6 cavallo del nero · b5 re del bianco · d5 pedone del nero · e5 pedone del bianco · f5 pedone del nero · d4 re del nero · e4 cavallo del bianco · d3 cavallo del bianco · g3 pedone del bianco · d2 pedone del bianco · f2 pedone del bianco · f1 alfiere del bianco · h1 donna del bianco | b8 alfiere del nero · e8 torre del nero · b7 pedone del nero · d7 cavallo del nero · f7 torre del bianco · b6 pedone del nero · d6 pedone del bianco · h6 cavallo del nero · b5 re del bianco · d5 pedone del nero · e5 pedone del bianco · f5 pedone del nero · d4 re del nero · e4 cavallo del bianco · d3 cavallo del bianco · g3 pedone del bianco · d2 pedone del bianco · f2 pedone del bianco · f1 alfiere del bianco · h1 donna del bianco | b8 alfiere del nero · e8 torre del nero · b7 pedone del nero · d7 cavallo del nero · f7 torre del bianco · b6 pedone del nero · d6 pedone del bianco · h6 cavallo del nero · b5 re del bianco · d5 pedone del nero · e5 pedone del bianco · f5 pedone del nero · d4 re del nero · e4 cavallo del bianco · d3 cavallo del bianco · g3 pedone del bianco · d2 pedone del bianco · f2 pedone del bianco · f1 alfiere del bianco · h1 donna del bianco | b8 alfiere del nero · e8 torre del nero · b7 pedone del nero · d7 cavallo del nero · f7 torre del bianco · b6 pedone del nero · d6 pedone del bianco · h6 cavallo del nero · b5 re del bianco · d5 pedone del nero · e5 pedone del bianco · f5 pedone del nero · d4 re del nero · e4 cavallo del bianco · d3 cavallo del bianco · g3 pedone del bianco · d2 pedone del bianco · f2 pedone del bianco · f1 alfiere del bianco · h1 donna del bianco | b8 alfiere del nero · e8 torre del nero · b7 pedone del nero · d7 cavallo del nero · f7 torre del bianco · b6 pedone del nero · d6 pedone del bianco · h6 cavallo del nero · b5 re del bianco · d5 pedone del nero · e5 pedone del bianco · f5 pedone del nero · d4 re del nero · e4 cavallo del bianco · d3 cavallo del bianco · g3 pedone del bianco · d2 pedone del bianco · f2 pedone del bianco · f1 alfiere del bianco · h1 donna del bianco | b8 alfiere del nero · e8 torre del nero · b7 pedone del nero · d7 cavallo del nero · f7 torre del bianco · b6 pedone del nero · d6 pedone del bianco · h6 cavallo del nero · b5 re del bianco · d5 pedone del nero · e5 pedone del bianco · f5 pedone del nero · d4 re del nero · e4 cavallo del bianco · d3 cavallo del bianco · g3 pedone del bianco · d2 pedone del bianco · f2 pedone del bianco · f1 alfiere del bianco · h1 donna del bianco | b8 alfiere del nero · e8 torre del nero · b7 pedone del nero · d7 cavallo del nero · f7 torre del bianco · b6 pedone del nero · d6 pedone del bianco · h6 cavallo del nero · b5 re del bianco · d5 pedone del nero · e5 pedone del bianco · f5 pedone del nero · d4 re del nero · e4 cavallo del bianco · d3 cavallo del bianco · g3 pedone del bianco · d2 pedone del bianco · f2 pedone del bianco · f1 alfiere del bianco · h1 donna del bianco | 4 |
| 3 | b8 alfiere del nero · e8 torre del nero · b7 pedone del nero · d7 cavallo del nero · f7 torre del bianco · b6 pedone del nero · d6 pedone del bianco · h6 cavallo del nero · b5 re del bianco · d5 pedone del nero · e5 pedone del bianco · f5 pedone del nero · d4 re del nero · e4 cavallo del bianco · d3 cavallo del bianco · g3 pedone del bianco · d2 pedone del bianco · f2 pedone del bianco · f1 alfiere del bianco · h1 donna del bianco | b8 alfiere del nero · e8 torre del nero · b7 pedone del nero · d7 cavallo del nero · f7 torre del bianco · b6 pedone del nero · d6 pedone del bianco · h6 cavallo del nero · b5 re del bianco · d5 pedone del nero · e5 pedone del bianco · f5 pedone del nero · d4 re del nero · e4 cavallo del bianco · d3 cavallo del bianco · g3 pedone del bianco · d2 pedone del bianco · f2 pedone del bianco · f1 alfiere del bianco · h1 donna del bianco | b8 alfiere del nero · e8 torre del nero · b7 pedone del nero · d7 cavallo del nero · f7 torre del bianco · b6 pedone del nero · d6 pedone del bianco · h6 cavallo del nero · b5 re del bianco · d5 pedone del nero · e5 pedone del bianco · f5 pedone del nero · d4 re del nero · e4 cavallo del bianco · d3 cavallo del bianco · g3 pedone del bianco · d2 pedone del bianco · f2 pedone del bianco · f1 alfiere del bianco · h1 donna del bianco | b8 alfiere del nero · e8 torre del nero · b7 pedone del nero · d7 cavallo del nero · f7 torre del bianco · b6 pedone del nero · d6 pedone del bianco · h6 cavallo del nero · b5 re del bianco · d5 pedone del nero · e5 pedone del bianco · f5 pedone del nero · d4 re del nero · e4 cavallo del bianco · d3 cavallo del bianco · g3 pedone del bianco · d2 pedone del bianco · f2 pedone del bianco · f1 alfiere del bianco · h1 donna del bianco | b8 alfiere del nero · e8 torre del nero · b7 pedone del nero · d7 cavallo del nero · f7 torre del bianco · b6 pedone del nero · d6 pedone del bianco · h6 cavallo del nero · b5 re del bianco · d5 pedone del nero · e5 pedone del bianco · f5 pedone del nero · d4 re del nero · e4 cavallo del bianco · d3 cavallo del bianco · g3 pedone del bianco · d2 pedone del bianco · f2 pedone del bianco · f1 alfiere del bianco · h1 donna del bianco | b8 alfiere del nero · e8 torre del nero · b7 pedone del nero · d7 cavallo del nero · f7 torre del bianco · b6 pedone del nero · d6 pedone del bianco · h6 cavallo del nero · b5 re del bianco · d5 pedone del nero · e5 pedone del bianco · f5 pedone del nero · d4 re del nero · e4 cavallo del bianco · d3 cavallo del bianco · g3 pedone del bianco · d2 pedone del bianco · f2 pedone del bianco · f1 alfiere del bianco · h1 donna del bianco | b8 alfiere del nero · e8 torre del nero · b7 pedone del nero · d7 cavallo del nero · f7 torre del bianco · b6 pedone del nero · d6 pedone del bianco · h6 cavallo del nero · b5 re del bianco · d5 pedone del nero · e5 pedone del bianco · f5 pedone del nero · d4 re del nero · e4 cavallo del bianco · d3 cavallo del bianco · g3 pedone del bianco · d2 pedone del bianco · f2 pedone del bianco · f1 alfiere del bianco · h1 donna del bianco | b8 alfiere del nero · e8 torre del nero · b7 pedone del nero · d7 cavallo del nero · f7 torre del bianco · b6 pedone del nero · d6 pedone del bianco · h6 cavallo del nero · b5 re del bianco · d5 pedone del nero · e5 pedone del bianco · f5 pedone del nero · d4 re del nero · e4 cavallo del bianco · d3 cavallo del bianco · g3 pedone del bianco · d2 pedone del bianco · f2 pedone del bianco · f1 alfiere del bianco · h1 donna del bianco | 3 |
| 2 | b8 alfiere del nero · e8 torre del nero · b7 pedone del nero · d7 cavallo del nero · f7 torre del bianco · b6 pedone del nero · d6 pedone del bianco · h6 cavallo del nero · b5 re del bianco · d5 pedone del nero · e5 pedone del bianco · f5 pedone del nero · d4 re del nero · e4 cavallo del bianco · d3 cavallo del bianco · g3 pedone del bianco · d2 pedone del bianco · f2 pedone del bianco · f1 alfiere del bianco · h1 donna del bianco | b8 alfiere del nero · e8 torre del nero · b7 pedone del nero · d7 cavallo del nero · f7 torre del bianco · b6 pedone del nero · d6 pedone del bianco · h6 cavallo del nero · b5 re del bianco · d5 pedone del nero · e5 pedone del bianco · f5 pedone del nero · d4 re del nero · e4 cavallo del bianco · d3 cavallo del bianco · g3 pedone del bianco · d2 pedone del bianco · f2 pedone del bianco · f1 alfiere del bianco · h1 donna del bianco | b8 alfiere del nero · e8 torre del nero · b7 pedone del nero · d7 cavallo del nero · f7 torre del bianco · b6 pedone del nero · d6 pedone del bianco · h6 cavallo del nero · b5 re del bianco · d5 pedone del nero · e5 pedone del bianco · f5 pedone del nero · d4 re del nero · e4 cavallo del bianco · d3 cavallo del bianco · g3 pedone del bianco · d2 pedone del bianco · f2 pedone del bianco · f1 alfiere del bianco · h1 donna del bianco | b8 alfiere del nero · e8 torre del nero · b7 pedone del nero · d7 cavallo del nero · f7 torre del bianco · b6 pedone del nero · d6 pedone del bianco · h6 cavallo del nero · b5 re del bianco · d5 pedone del nero · e5 pedone del bianco · f5 pedone del nero · d4 re del nero · e4 cavallo del bianco · d3 cavallo del bianco · g3 pedone del bianco · d2 pedone del bianco · f2 pedone del bianco · f1 alfiere del bianco · h1 donna del bianco | b8 alfiere del nero · e8 torre del nero · b7 pedone del nero · d7 cavallo del nero · f7 torre del bianco · b6 pedone del nero · d6 pedone del bianco · h6 cavallo del nero · b5 re del bianco · d5 pedone del nero · e5 pedone del bianco · f5 pedone del nero · d4 re del nero · e4 cavallo del bianco · d3 cavallo del bianco · g3 pedone del bianco · d2 pedone del bianco · f2 pedone del bianco · f1 alfiere del bianco · h1 donna del bianco | b8 alfiere del nero · e8 torre del nero · b7 pedone del nero · d7 cavallo del nero · f7 torre del bianco · b6 pedone del nero · d6 pedone del bianco · h6 cavallo del nero · b5 re del bianco · d5 pedone del nero · e5 pedone del bianco · f5 pedone del nero · d4 re del nero · e4 cavallo del bianco · d3 cavallo del bianco · g3 pedone del bianco · d2 pedone del bianco · f2 pedone del bianco · f1 alfiere del bianco · h1 donna del bianco | b8 alfiere del nero · e8 torre del nero · b7 pedone del nero · d7 cavallo del nero · f7 torre del bianco · b6 pedone del nero · d6 pedone del bianco · h6 cavallo del nero · b5 re del bianco · d5 pedone del nero · e5 pedone del bianco · f5 pedone del nero · d4 re del nero · e4 cavallo del bianco · d3 cavallo del bianco · g3 pedone del bianco · d2 pedone del bianco · f2 pedone del bianco · f1 alfiere del bianco · h1 donna del bianco | b8 alfiere del nero · e8 torre del nero · b7 pedone del nero · d7 cavallo del nero · f7 torre del bianco · b6 pedone del nero · d6 pedone del bianco · h6 cavallo del nero · b5 re del bianco · d5 pedone del nero · e5 pedone del bianco · f5 pedone del nero · d4 re del nero · e4 cavallo del bianco · d3 cavallo del bianco · g3 pedone del bianco · d2 pedone del bianco · f2 pedone del bianco · f1 alfiere del bianco · h1 donna del bianco | 2 |
| 1 | b8 alfiere del nero · e8 torre del nero · b7 pedone del nero · d7 cavallo del nero · f7 torre del bianco · b6 pedone del nero · d6 pedone del bianco · h6 cavallo del nero · b5 re del bianco · d5 pedone del nero · e5 pedone del bianco · f5 pedone del nero · d4 re del nero · e4 cavallo del bianco · d3 cavallo del bianco · g3 pedone del bianco · d2 pedone del bianco · f2 pedone del bianco · f1 alfiere del bianco · h1 donna del bianco | b8 alfiere del nero · e8 torre del nero · b7 pedone del nero · d7 cavallo del nero · f7 torre del bianco · b6 pedone del nero · d6 pedone del bianco · h6 cavallo del nero · b5 re del bianco · d5 pedone del nero · e5 pedone del bianco · f5 pedone del nero · d4 re del nero · e4 cavallo del bianco · d3 cavallo del bianco · g3 pedone del bianco · d2 pedone del bianco · f2 pedone del bianco · f1 alfiere del bianco · h1 donna del bianco | b8 alfiere del nero · e8 torre del nero · b7 pedone del nero · d7 cavallo del nero · f7 torre del bianco · b6 pedone del nero · d6 pedone del bianco · h6 cavallo del nero · b5 re del bianco · d5 pedone del nero · e5 pedone del bianco · f5 pedone del nero · d4 re del nero · e4 cavallo del bianco · d3 cavallo del bianco · g3 pedone del bianco · d2 pedone del bianco · f2 pedone del bianco · f1 alfiere del bianco · h1 donna del bianco | b8 alfiere del nero · e8 torre del nero · b7 pedone del nero · d7 cavallo del nero · f7 torre del bianco · b6 pedone del nero · d6 pedone del bianco · h6 cavallo del nero · b5 re del bianco · d5 pedone del nero · e5 pedone del bianco · f5 pedone del nero · d4 re del nero · e4 cavallo del bianco · d3 cavallo del bianco · g3 pedone del bianco · d2 pedone del bianco · f2 pedone del bianco · f1 alfiere del bianco · h1 donna del bianco | b8 alfiere del nero · e8 torre del nero · b7 pedone del nero · d7 cavallo del nero · f7 torre del bianco · b6 pedone del nero · d6 pedone del bianco · h6 cavallo del nero · b5 re del bianco · d5 pedone del nero · e5 pedone del bianco · f5 pedone del nero · d4 re del nero · e4 cavallo del bianco · d3 cavallo del bianco · g3 pedone del bianco · d2 pedone del bianco · f2 pedone del bianco · f1 alfiere del bianco · h1 donna del bianco | b8 alfiere del nero · e8 torre del nero · b7 pedone del nero · d7 cavallo del nero · f7 torre del bianco · b6 pedone del nero · d6 pedone del bianco · h6 cavallo del nero · b5 re del bianco · d5 pedone del nero · e5 pedone del bianco · f5 pedone del nero · d4 re del nero · e4 cavallo del bianco · d3 cavallo del bianco · g3 pedone del bianco · d2 pedone del bianco · f2 pedone del bianco · f1 alfiere del bianco · h1 donna del bianco | b8 alfiere del nero · e8 torre del nero · b7 pedone del nero · d7 cavallo del nero · f7 torre del bianco · b6 pedone del nero · d6 pedone del bianco · h6 cavallo del nero · b5 re del bianco · d5 pedone del nero · e5 pedone del bianco · f5 pedone del nero · d4 re del nero · e4 cavallo del bianco · d3 cavallo del bianco · g3 pedone del bianco · d2 pedone del bianco · f2 pedone del bianco · f1 alfiere del bianco · h1 donna del bianco | b8 alfiere del nero · e8 torre del nero · b7 pedone del nero · d7 cavallo del nero · f7 torre del bianco · b6 pedone del nero · d6 pedone del bianco · h6 cavallo del nero · b5 re del bianco · d5 pedone del nero · e5 pedone del bianco · f5 pedone del nero · d4 re del nero · e4 cavallo del bianco · d3 cavallo del bianco · g3 pedone del bianco · d2 pedone del bianco · f2 pedone del bianco · f1 alfiere del bianco · h1 donna del bianco | 1 |
|   | a | b | c | d | e | f | g | h |   |

Soluzione:
1.♘g5 !  (min. 2.♗e2 e 3.♕a1#)
1...♘xf7  2.♕h4+ f4  3.♕xf4# 

1...♘c5  2.♘b4 ~  3.♕xd5# 

  (2...♘e4 3.♘f3# –  2...♖xe5 3.♘c2#)
 
1...♘xe5  2.♘e1 ~  3.♘c2# 

1...♘f8  2.♘b4 ~  3.♕xd5# 
 
1...♗xd6  2.♘e1 ~  3.♘f3# 
 
1...♖xe5  2.♘b4 ~  3.♘c2# 